# Батискаф

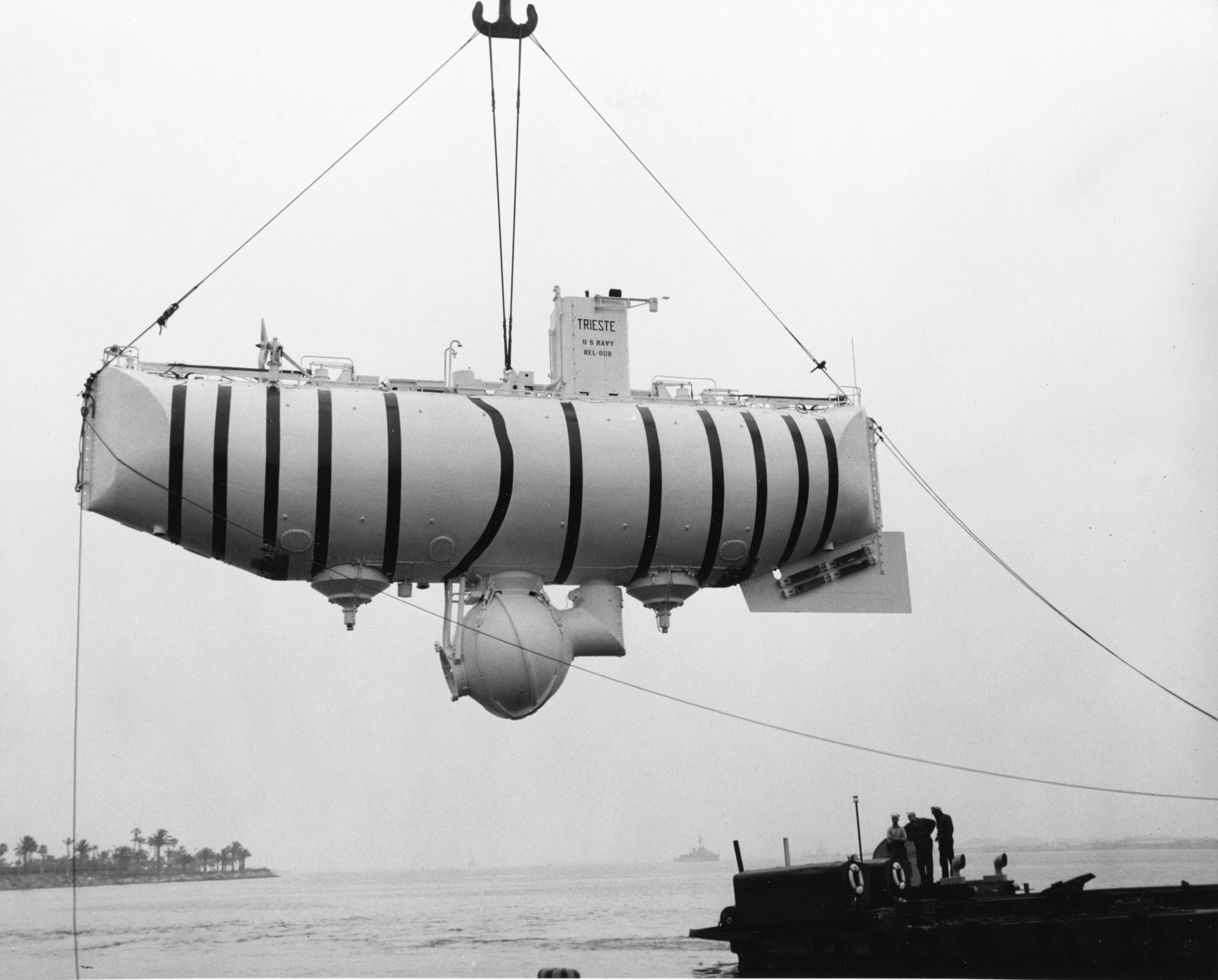
Батискаф «Триест»

Схема батискафа «Триест»

Батиска́ф (Bathyscaphe) (от греч. βαθύς — глубокий и σκάφος — судно) — самоходный подводный аппарат для океанографических и других исследований на больших глубинах.
В отличие от других глубоководных обитаемых аппаратов и «классических» подводных лодок, батискафы используют поплавок с бензином для создания положительной плавучести. Поплавок является лёгким корпусом аппарата, под ним закреплен сферический прочный корпус — гондола (аналог батисферы), в которой в условиях нормального атмосферного давления находятся аппаратура, пульты управления и экипаж. Движется батискаф с помощью гребных винтов, приводимых в движение электромоторами.
Батискафы использовались до 1980-х годов и раньше были единственным средством для достижения рекордных глубин. Затем в глубоководных аппаратах смогли отказаться от громоздкого бензинового поплавка: положительную плавучесть стали создавать за счёт прочного корпуса (теперь достаточно облегчённого) и синтактической пены.
Иногда батискафами ошибочно называют подводные аппараты других типов.

## История
Подводные лодки, построенные по «классической» схеме, имеют ограниченную глубину погружения, обусловленную не только прочностью прочного корпуса (само существование батискафов, способных погружаться на многокилометровые глубины, свидетельствует о том, что создание прочного корпуса не является технической проблемой), а тем, что на подводных лодках вытеснение воды из балластных цистерн производится сжатым воздухом, хранящимся на борту подводной лодки в газовых баллонах высокого давления. Как правило, давление воздуха в газовых баллонах составляет около 150—200 кгс/см2. При погружении в морские глубины давление воды возрастает на 1 кгс/см2 на каждые 10 метров глубины. Таким образом, на глубине 100 м давление составит 10 кгс/см2, а на глубине 1500 м — 150 кгс/см2. Фактически сжатый воздух, находящийся в типовом газовом баллоне под давлением 150 кгс/см2 на такой глубине уже не является «сжатым», и вытеснить воду из балластной цистерны уже не может. На глубине 11 тысяч метров («Бездна Челленджера») давление воды составляет около 1100 кгс/см2, соответственно, воздух в газовых баллонах должен быть сжат до большего значения.
Идея построить глубоководный аппарат, способный достичь предельных океанских глубин, пришла швейцарскому учёному Огюсту Пиккару в довоенные годы при работе над первым в мире стратостатом FNRS-1. Огюст Пиккар предложил построить судно, устроенное по принципу аэростата, стратостата или дирижабля. Вместо баллона, заполненного водородом или гелием, подводный аппарат должен иметь поплавок, заполненный каким-нибудь веществом с плотностью, меньшей, чем плотность воды. Вещество при большом давлении не должно изменять свои физические и химические свойства, поплавок должен нести груз и при этом поддерживать положительную плавучесть судна. Погружение аппарата, получившего название батискаф, происходит с помощью тяжёлого груза (балласта), для всплытия на поверхность балласт сбрасывается. Первый батискаф FNRS-2 был построен Огюстом Пиккаром в 1948 году.
Отвечая на вопрос, почему после стратостата он стал конструировать батискаф, Огюст Пиккар отмечал, что

эти аппараты чрезвычайно сходны между собой, хотя их назначение противоположно.

Со свойственным ему чувством юмора он пояснял:

Возможно, судьбе было угодно создать это сходство именно для того, чтобы работать над созданием обоих аппаратов мог один учёный…— 

Конечно, конструирование батискафа — не забава для детей. Необходимо решить бесконечное множество сложнейших задач. Но ведь не бывает непреодолимых трудностей!
— Огюст Пикар

## Конструкция
| 1 — нос 2 и 6 — цистерны водяного балласта 3 — открытая рубка 4 — палубный люк 5 — заполняемая водой шахта 7 — корма 8 и 18 — отсеки, заполненные бензином 9 и 14 — аварийный балласт | 10 — «вестибюль» 11 — люк в гондолу (с иллюминатором) 12 — «клетка» 13 — гондола 15 — бункеры с «дробью» 16 — иллюминатор 17 — прожектор 19 — компенсирующий отсек 20 — гайдроп |

Батискаф состоит из двух основных частей: лёгкого корпуса — поплавка и прочного корпуса — гондолы.
Поплавок (лёгкий корпус) имеет такое же значение, как спасательный круг для тонущего человека или как баллон с водородом или гелием у дирижабля. В отсеках поплавка находится вещество легче воды, сообщающее положительную плавучесть судну. На батискафах середины XX века использовался бензин, имеющий плотность около 700 кг/м3. Один кубический метр бензина способен удерживать на плаву груз весом около 300 кг. Чтобы выровнять гидростатическое давление внутри поплавка с давлением внешней среды — бензин отделён от воды эластичной перегородкой, позволяющей бензину сжиматься. Вероятно, в середине XX века кораблестроители не смогли найти вещество лучше бензина, а в батискафе Deepsea Challenger (2012 г.) применён композитный материал с содержащимися в нём полыми стеклянными сферами.
Экипаж, системы жизнеобеспечения, приборы управления и научные приборы размещены в гондоле (прочном корпусе). Гондолы всех существующих батискафов представляют собой сферу, так как сфера — геометрическое тело, имеющее наибольший объём при наименьшей площади поверхности. Полая сфера при равной толщине стенок (в сравнении, например, с параллелепипедом или цилиндром равного объёма) будет иметь меньшую массу. Также сфера обладает абсолютной симметрией, для сферического прочного корпуса легче всего сделать инженерные расчёты. Так как на больших глубинах огромное давление воды сжимает гондолу, её наружный и внутренний диаметр несколько уменьшается. Поэтому гондола крепится к поплавку не жёстко, а с возможностью совершать некоторое смещение. Вся аппаратура внутри гондолы не прикреплена к стенкам, а смонтирована на раме, позволяющей стенкам беспрепятственно сближаться.

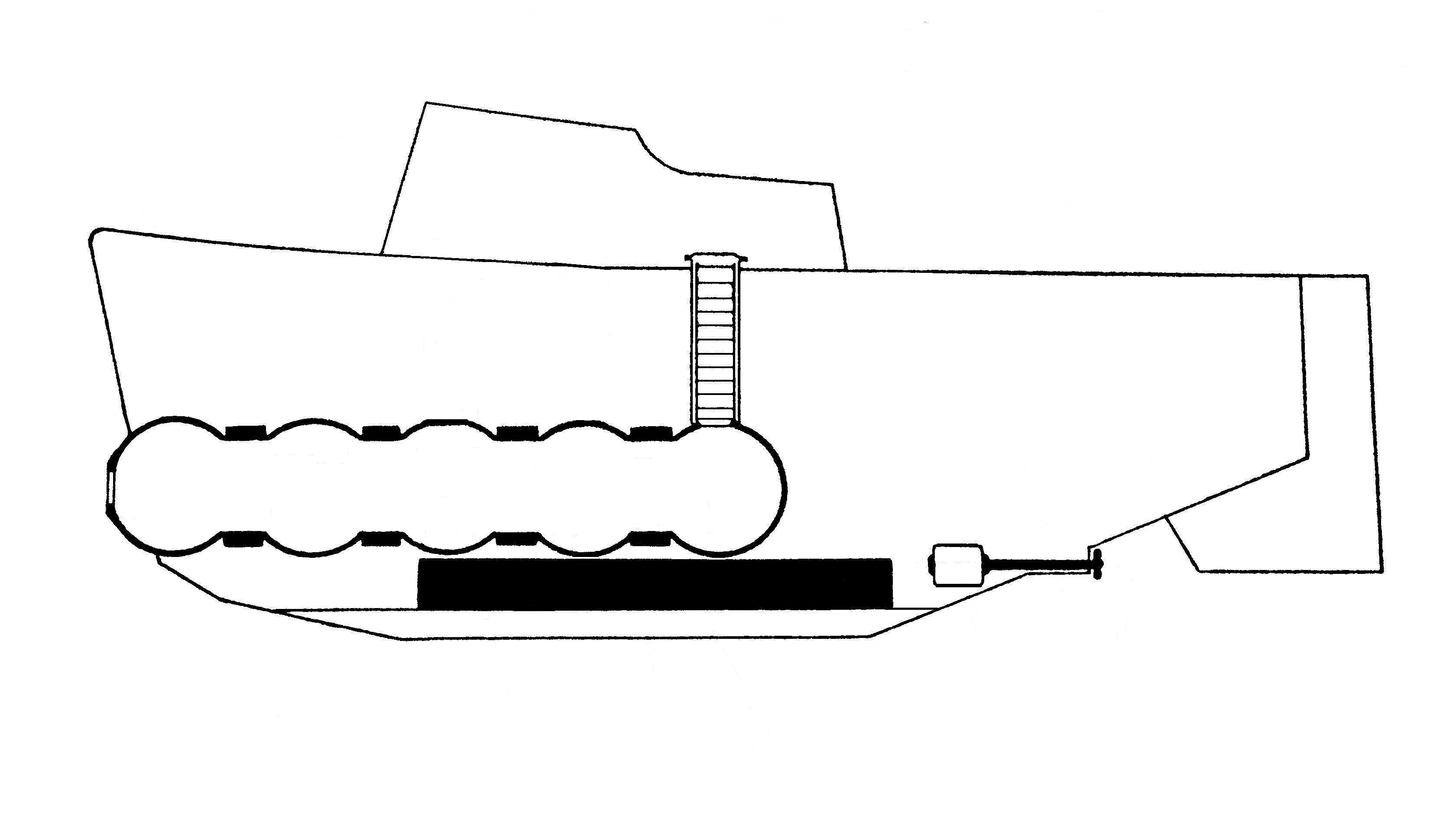
Схема глубоководного аппарата с полисферическим прочным корпусом

С целью увеличения обитаемого объёма увеличивать диаметр гондолы нерационально, так как это ведёт к увеличению общей высоты глубоководного аппарата. Перспективным направлением является строительство батискафов с полисферическим (составным из нескольких сфер) прочным корпусом.

Гондолы батискафов середины XX века изготавливались из прочной легированной стали. Перспективно применять более лёгкие материалы для прочных корпусов подводных аппаратов. Пригодность материала для постройки глубоководного аппарата определяется отношением допускаемого механического напряжения к удельному весу (удельная прочность); чем больше эта величина, тем глубже может погружаться аппарат. Поэтому несколько менее прочные, но зато гораздо более лёгкие, чем сталь, материалы, имеют преимущество перед сталью. К таким материалам относятся титановые и алюминиевые сплавы, а также пластмассы. Эти материалы не подвержены коррозии в морской воде.
| Материал          | Удельный вес, г/см3 | Допускаемое напряжение при растяжении, кг/см2 | Удельная прочность при растяжении, кг/см2 |
| ----------------- | ------------------- | --------------------------------------------- | ----------------------------------------- |
| Прочная сталь     | 7,85                | 10 000                                        | 1 290                                     |
| Титановый сплав   | 4,53                | 6 000                                         | 1 310                                     |
| Алюминиевый сплав | 2,8                 | 4 300                                         | 1 520                                     |
| Пластмасса        | 1,7                 | 3 000                                         | 1 770                                     |

Электропитание батискаф получает от аккумуляторов. Изолирующая жидкость окружает аккумуляторные банки и электролит, на неё через мембрану передаётся давление забортной воды. Аккумуляторы не разрушаются на огромной глубине.
Батискаф приводится в движение электрическими двигателями, движители — гребные винты. Электродвигатели защищаются таким же способом, как и аккумуляторные батареи. Если у батискафа отсутствует судовой руль — тогда поворот производился включением только одного двигателя, разворот почти на месте — работой двигателей в разные стороны.
Скорость спуска и подъём батискафа на поверхность регулируется сбрасыванием основного балласта в виде стальной или чугунной дроби, находящейся в воронкообразных бункерах. В самом узком месте воронки стоят электромагниты, при протекании электрического тока под действием магнитного поля дробь как бы «затвердевает», при отключении тока она высыпается.
Батискаф с поплавком, заполненным литием, будет иметь интересную особенность. Так как литий практически несжимаем, то при погружении относительная плавучесть батискафа будет увеличиваться (на глубине плотность морской воды возрастает), и батискаф «зависнет». Батискаф должен иметь компенсирующий отсек с бензином; для того, чтобы продолжить спуск, необходимо выпустить часть бензина, тем самым уменьшив плавучесть.
Система аварийного всплытия представляет собой аварийный балласт, подвешенный на раскрывающихся замках. От раскрытия замки удерживаются электромагнитами, для сброса достаточно отключить электрический ток. Аналогичное крепление имеют аккумуляторные батареи и гайдроп — длинный расплетённый свободно свисающий стальной канат или якорная цепь. Гайдроп предназначен для уменьшения скорости спуска (вплоть до полной остановки) непосредственно у морского дна. Если аккумуляторы разряжаются — автоматически происходил сброс балласта, аккумуляторов и гайдропа, батискаф начинает подъём на поверхность.

## Погружение и всплытие батискафов

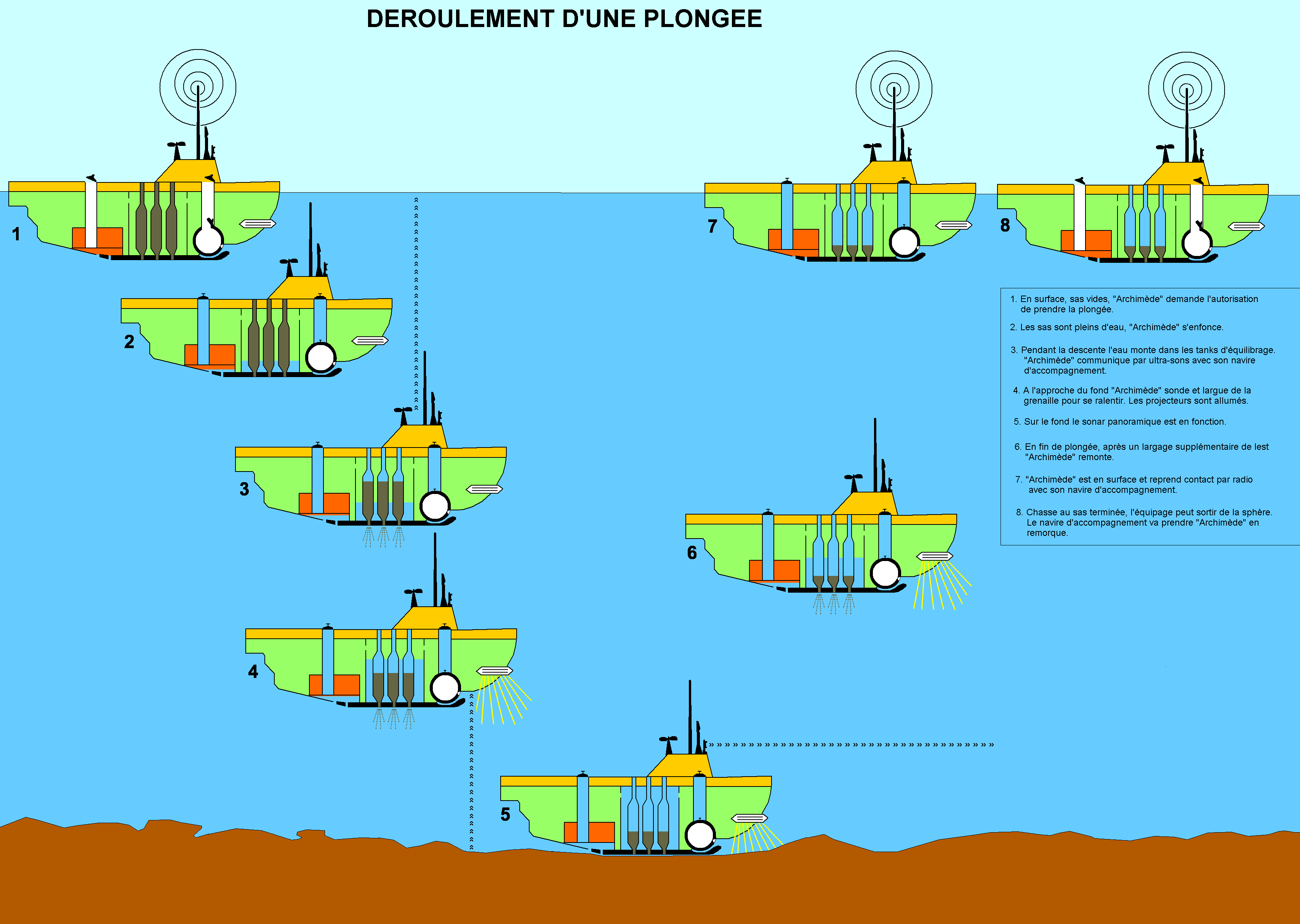
Схема погружения и всплытия батискафа «Архимед»

- На поверхности батискаф удерживается за счёт отсеков, заполненных бензином и благодаря тому, что цистерны водяного балласта, шахта для посадки экипажа в гондолу и свободное пространство в бункерах с дробью заполнены воздухом.
- После того, как цистерны водяного балласта, шахта для посадки экипажа в гондолу и свободное пространство в бункерах с дробью заполняются водой, начинается погружение. Эти объёмы сохраняют постоянное сообщение с забортным пространством для выравнивания гидростатического давления во избежание деформации корпуса.
- Так как бензин (при высоком давлении) сжимается больше, чем вода, выталкивающая сила уменьшается, скорость погружения батискафа увеличивается, экипаж должен постоянно сбрасывать балласт (стальную дробь).

По наблюдениям Жака Пиккара и Дона Уолша (экипаж батискафа «Триест», погружение 23 января 1960 года на дно Марианской впадины), на глубине 10 км объём бензина в поплавке уменьшился на 30% (то есть на 3% на каждый километр спуска). Также следует принять во внимание уменьшение объёма бензина вследствие его охлаждения.
- При приближении ко дну нижний свободно свисающий конец гайдропа ложится на дно, часть его веса «снимается» с корпуса батискафа, увеличивается плавучесть. В определённый момент плавучесть становится «нулевой» и подводный аппарат неподвижно зависает на некотором расстоянии от дна.
- Если батискаф попадает в плотные слои воды и «зависает», выпускается часть бензина из компенсирующего отсека, погружение возобновляется. Также часть бензина выпускается, если батискаф «завис» на гайдропе довольно далеко от дна.
- После проведения научных экспериментов экипаж сбрасывает балласт (стальную дробь), начинается подъём. При необходимости аварийного всплытия может быть сброшен аварийный балласт, гайдроп и аккумуляторные батареи. Все эти детали удерживаются на корпусе батискафа замками с электромагнитами, достаточно отключить электрический ток. Также если аккумуляторы разряжаются — ток в электромагнитах исчезает, исчезает магнитное поле, замки раскрываются, происходит аварийный сброс.
- После всплытия на поверхность шахта для посадки экипажа в гондолу и цистерны водяного балласта продуваются сжатым воздухом, батискаф получает дополнительную плавучесть, экипаж покидает корабль.

## Батискафы
| Название | Спуск на воду | Глубина  | Страна      | Комментарии и источники                                                                 |
| -------- | ------------- | -------- | ----------- | --------------------------------------------------------------------------------------- |
| FNRS-2   | 1948          | 4 000 м  | Бельгия     | Перестроен в FNRS-3                                                                     |
| FNRS-3   | 1953          | 4 000 м  | Франция     |                                                                                         |
| Триест   | 1953          | 11 000 м | Италия, США | Глубина дана для гондолы «Крупп»; гондола «Терни» использована в 1-й версии «Триеста-2» |
| Архимед  | 1961          | 11 000 м | Франция     |                                                                                         |
| Триест-2 | 1964          | 6 000 м  | США         | Сильно изменён в 1966 году и глубина дана для новой гондолы;                            |
| Поиск-6  | 1979          | 6 000 м  | СССР        | Только испытания, не принят ВМФ;                                                        |

## Глубоководные беспоплавковые аппараты

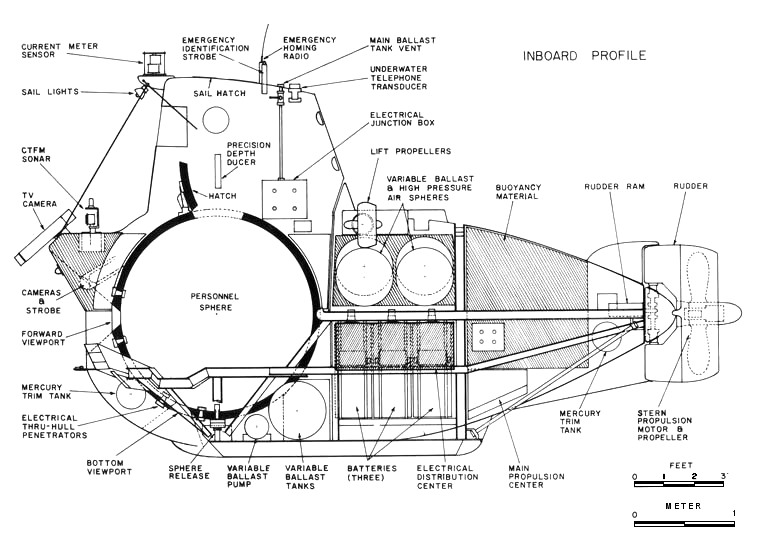
Схема глубоководного аппарата «Алвин»

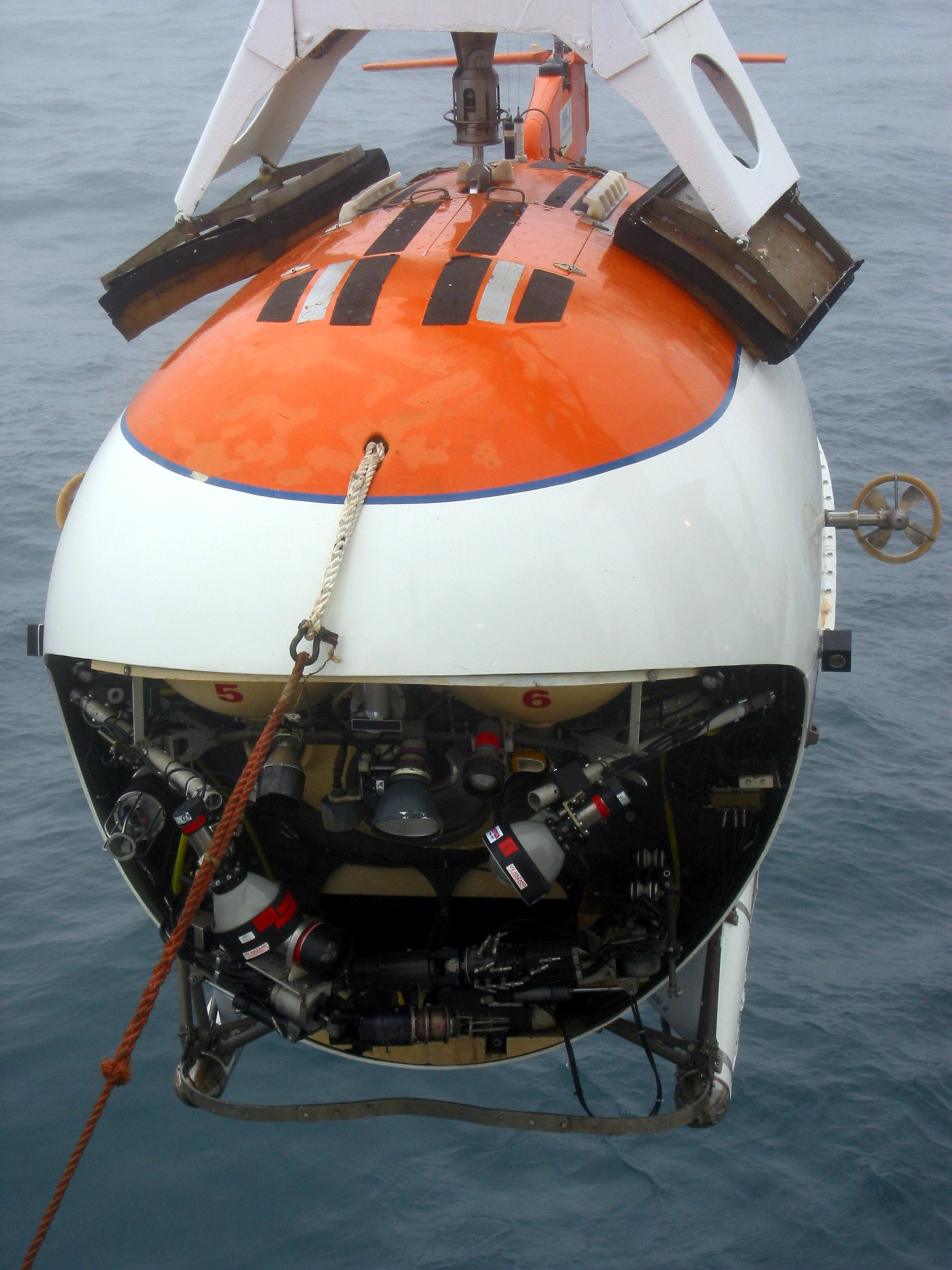
Глубоководный обитаемый аппарат «Мир»

Обитаемые подводные аппараты, не являющиеся батискафами, называют беспоплавковыми. Такие аппараты не имеют выраженного поплавка и создают плавучесть в том числе за счёт прочного корпуса. Это условное название, так как в глубоководных аппаратах от поплавка полностью не отказываются, но вместо бензина используют более совершенную синтактическую пену. Например, аппараты «Мир» имеют 8 кубических метров синтактической пены, а «Deepsea Challenger» заполнен ей на 70 %.
Представители
- «Ашера» (США)
- «Алюминаут» (США)
- «Бентос-300» (СССР)
- «Дениза» (SP-350) (Франция) — 1959 год
- «Алвин» (DSV-2) (США) — 1964 год
- «Стар-3» (США)
- «Джонсон Си Линк-2» (США)
- «Дип Квест» (США)
- «Дип Стар» (США)
- «Дип Стар-4000» (США)
- «Дуплас» (США)
- «Шелф Дайвер» (США)
- ФРГ «Мермайд-3» (ФРГ)
- «ВОЛ-Л1» (Великобритания)
- «Си Клиф» (Sea Cliff) (США)
- «Тартл» (США)
- «Бивер Марк-IV» (США)
- «Гаппи» (США)
- «Нектон-Бета» (США)
- «Бен Франклин» (США)
- «SP-3000 (Сиана)» (Франция)
- «Йомиури» (Япония)
- «Пайсис» (Канада)
- «Джонсон Си Линк» (США)
- «Юдзуки» (Япония)
- «TS-1 (PC-9)» (США)
- «Моана» (Франция)
- «PC-1602» (США)
- «Север-2» (СССР)
- «Нотил» (Nautile) (Франция)
- «Синкай 2000» (Shinkai 2000) (Япония)
- «Синкай 6500» (Shinkai 6500) (Япония)
- «Цзяолун» (КНР)
- «Аргус» (СССР, Россия)
- «Русь» (Россия)
- ОСА-3 600 (СССР)
- Атомные глубоководные станции проекта 210 «Лошарик» — подводная лодка с полисферическим прочным корпусом, построенным по принципу батисферы (Россия) — 2003 год.
- «Приз» (Россия)
- «Консул»[13] (Россия) — 2010 год.
- «Мир-1» и «Мир-2» (СССР, Россия) — 1987 год.
- Deepsea Challenger Первый частный батискаф с глубиной погружения 11 000 метров — 2012 год.